# Karba
Karba är en by (estniska: küla) i Rõuge kommun i landskapet Võrumaa i sydöstra Estland. Byn ligger nio kilometer söderut från småköpingen Rõuge.